# Dicranotropis granulipennis
Dicranotropis granulipennis är en insektsart som beskrevs av Kato 1933. Dicranotropis granulipennis ingår i släktet Dicranotropis och familjen sporrstritar. Inga underarter finns listade i Catalogue of Life.